# La Cañada (Querétaro)
La Cañada es una localidad mexicana ubicada en el estado de Querétaro, cabecera del municipio de El Marqués. Se encuentra a 7 km al este de la capital estatal, Santiago de Querétaro, y está conurbada con ella. 
Es una de las más antiguas poblaciones del estado, fue fundada en 1529 por los españoles, aunque antes ya tenía habitantes chichimecas. Se encuentra precisamente en una cañada por donde corre el río Querétaro hacia el oeste.

## Historia
En tiempos prehispánicos habitaban la región grupos chichimecas.
1521 - Conín, comerciante otomí procedente de Xilotepec, llega a vivir a la zona de La Cañada.
1582 - Don Hernando de Vargas, alcalde de Querétaro, hace la “Descripción de Querétaro”, en la cual se especifica la fundación de Querétaro en La Cañada, en diciembre de 1529.
1615 - El virrey Diego Fernández de Córdova otorga la propiedad del manantial de El Pinito a los colonos y habitantes de La Cañada.
1634 - Inicia la construcción de la Presa de El Diablo, llamada así por su color rojo, ubicada en el barrio de San Antonio (Barrio de la Presa), por familiares de Diego de Tapia (hijo de Conin). Tendría un canal de desvío que llegaba hasta el Rancho El Colorado, ahora Hércules, para mover tres molinos de trigo escalonados.
1726 - En diciembre inicia el bardeado y las gradas en los manantiales de El Pinito, que en conjunto formaron la Alberca del Capulín, desde donde se abastecía de agua el Acueducto de Querétaro.
1769 - Iniciación de la construcción de la Parroquia de San Pedro y San Pablo.
1838 - El empresario industrial Don Cayetano Rubio utiliza el manantial de los Socavones, con una salida aproximada de 691 litros por segundo, para suministro acuífero de su fábrica textil El Hércules, inaugurada en 1840.
1864 - Visita de Maximiliano de Habsburgo a la Ciudad de Querétaro y La Cañada, invitado por Don Cayetano Rubio.
1882 - Paso del primer tren con destino final en la capital del estado.
1916 - Visita del presidente Carranza, en los primeros días del Congreso Constituyente reunido en Querétaro.
1941 - Se crea el municipio de La Cañada, derivado del de Querétaro.
1949 - El poblado de La Cañada conserva su nombre cuando el nombre del municipio es cambiado a El Marqués.